# 陸地衛星4號
陸地衛星4號（英語：Landsats 4）是陸地衛星計畫的第四顆衛星，1982年7月16日發射，它的主要目的是成為一個全球性的衛星影像圖庫；雖然當時陸地衛星計畫是由美國國家航空航天局管理，但其數據的管理與提供是由美國地質調查局（USGS）所負責。
陸地衛星4號的科學任務於1993年12月14日終止，當時它已無法繼續傳送衛星數據，但已超出其原先的設計壽命5年。任務終止後，美國國家航空航天局仍持續追蹤和遙測，直到它2001年除役為止。

## 規格
陸地衛星4號的傳輸速率最大達85Mbit/s，並配有較前幾代陸地衛星更新的多光譜掃描儀和主題繪圖儀，其分辨率達30m。可惜的是，陸地衛星4號升空不久即失去了一半的太陽能電力，這將影響它傳輸資料回地球的能力，也讓科學家們擔心它恐怕撐不到預期的壽命。
這個突發事件促使了陸地衛星5號的提早發射——陸地衛星5號基本上是以陸地衛星4號為模型；在追蹤及數據中繼衛星系統上線後，陸地衛星4號恢復功能，但一直停留在待機狀態，直至1986年1月。
1987年，陸地衛星4號重新上線，以提供數據給國際社會，當時陸地衛星5號失去了與中繼衛星的連結；於是陸地衛星4號持續進行資料傳輸的工作，直到它也面臨與陸地衛星5號同樣的命運——在1993年失去與中繼衛星的連結，結束資料傳輸任務。
陸地衛星4號是陸地衛星計畫中，首個攜帶主題繪圖儀傳感器的衛星；此儀器能接收到7階、4個頻段的多光譜掃描儀的數據，以讓科學家能夠分析比多光譜掃描儀更加清楚的數據，其中1至5頻段和第7頻段皆可提供30m的空間分辨率，第6頻段能提供最大分辨率達120m；相比之下多光譜掃描儀只能提供79m至82m之間的空間分辨率。
陸地衛星5號基本上是陸地衛星4號的「複製體」，它是備用衛星，但它的壽命比陸地衛星4號還長，運作了將近30年，最後是為了降低其運行軌道，而耗盡其剩餘燃料；它的任務由陸地衛星7號及最近發射的陸地衛星8號接替。

## 外部連結
- NASA's Landsat 4 Website
- CEOS MIM Database Landsat 4 Entry （页面存档备份，存于）